# What It Means to Be King
What It Means to Be King è il secondo album in studio del rapper statunitense King Von, pubblicato postumo nel 2022.

## Tracce
1. Where I'm From – 1:38
2. War – 2:40
3. Facetime (featuring G Herbo) – 2:36
4. Don't Play That (with 21 Savage) – 2:13
5. Straight to It (featuring Fivio Foreign) – 2:58
6. Trust Nothing (featuring Moneybagg Yo) – 3:05
7. Evil Twins (with Lil Durk) – 1:55
8. Too Real – 1:45
9. Rich Gangsta (featuring Tee Grizzley) – 2:45
10. Mad – 2:04
11. My Fault (with A Boogie wit da Hoodie) – 3:11
12. Change My Life – 2:40
13. Hard to Trust (featuring Dreezy) – 3:26
14. Get Back (featuring Boss Top and DqFrmDaO) – 2:40
15. Get It Done (with OMB Peezy) – 2:44
16. Chase the Bag – 2:24
17. Go n Get Em (featuring Boss Top) – 2:46
18. Grandson for President – 2:17
19. Family Dedication Outro – 2:56

## Sample
- Grandson for President contiene un sample di Knuck If You Buck, interpretato Crime Mob featuring Lil Scrappy, brano scritto da Jarques Usher, Chris Henderson, Jonathan Lewis, Venetia Lewis e Brittany Carpentero.